# Lijst van spelers van het Egyptische voetbalelftal
Deze lijst van spelers van het Egyptisch voetbalelftal geeft een overzicht van alle voetballers die minimaal vijftig interlands achter hun naam hebben staan voor Egypte. Vetgezette spelers zijn in 2014 nog voor de nationale ploeg uitgekomen.

## Overzicht
Bijgewerkt tot en met het vriendschappelijke duel tegen  Jamaica op 4 juni 2014.
| Naam speler              | Debuut | Laatst | Interlands | Goals |
| ------------------------ | ------ | ------ | ---------- | ----- |
|                          |        |        |            |       |
| Ahmed Hassan             | 1995   | 2012   | 184        | 33    |
| Hossam Hassan            | 1985   | 2006   | 176        | 68    |
| Essam El-Hadary          | 1996   | 2014   | 141        | 0     |
| Ibrahim Hassan           | 1988   | 2002   | 128        | 14    |
| Hany Ramzy               | 1988   | 2002   | 123        | 3     |
| Wael Goma'a              | 2001   | 2013   | 113        | 1     |
| Ahmed Abdou El-Kass      | 1989   | 1997   | 112        | 25    |
| Abdel Zaher El-Saqua     | 1997   | 2010   | 112        | 4     |
| Ahmed Shobair            | 1984   | 1996   | 105        | 0     |
| Nader El-Sayed           | 1992   | 2005   | 104        | 0     |
| Mohamed Aboutraika       | 2001   | 2013   | 100        | 38    |
| Ahmed Fathi              | 2002   | 2014   | 100        | 3     |
| Hosni Abd Rabbou         | 2004   | 2014   | 99         | 17    |
| Rabei Yassin             | 1982   | 1991   | 96         | 1     |
| Hady Sherif Khashaba     | 1992   | 2004   | 93         | 12    |
| Hazem Emam               | 1995   | 2005   | 87         | 16    |
| Ismail Youssef           | 1987   | 1997   | 85         | 2     |
| Magdi Abdel Ghani        | 1982   | 1992   | 77         | 7     |
| Mohamed Youssef          | 1993   | 2001   | 77         | 0     |
| Hani Said                | 2000   | 2010   | 74         | 0     |
| Ashraf Quassem           | 1984   | 1994   | 73         | 3     |
| Gamal Abdel Hamid        | 1979   | 1993   | 72         | 22    |
| Mohamed Barakat          | 2000   | 2009   | 70         | 9     |
| Abdel Sattar Sabry       | 1995   | 2001   | 69         | 11    |
| Mohamed Emara            | 1995   | 2002   | 68         | 2     |
| Ahmed Eissa El-Mohammadi | 2007   | 2014   | 68         | 2     |
| Emad Abdel Nabi Moteab   | 2004   | 2012   | 67         | 28    |
| Mohamed Shawki           | 2001   | 2012   | 65         | 5     |
| Yasser Radwan            | 1995   | 2002   | 64         | 3     |
| Hesham Yakan             | 1984   | 1993   | 64         | 0     |
| Amr Zaki                 | 2004   | 2013   | 63         | 30    |
| Hossam El-Sayed Ghali    | 2002   | 2014   | 61         | 3     |
| Tarek El-Said            | 1999   | 2005   | 61         | 6     |
| Ahmed Ramzy              | 1987   | 1993   | 60         | 10    |
| Sayed Meawwad            | 2000   | 2013   | 58         | 0     |
| Shawki Ghareeb           | 1979   | 1988   | 57         | 2     |
| Medhat Abdel Hady        | 1996   | 2003   | 55         | 1     |
| Mohamed Omar             | 1980   | 1989   | 55         | 0     |
| Mahmoud Fathallah        | 2005   | 2013   | 52         | 2     |
| Hassan El-Shazly         | 1961   | 1974   | 52         | 39    |
| Ahmed Hossan             | 2001   | 2009   | 51         | 19    |
| Ahmed Eid Abdel Malek    | 2005   | 2013   | 51         | 8     |
| Hamada Sedki             | 1983   | 1992   | 51         | 0     |
| Ibrahim Said             | 2000   | 2008   | 50         | 2     |

EFA · A-internationals · Selecties · Bondscoaches · Egyptisch vrouwenelftal · Olympisch elftal · Egypte U21 · Egypte U20 · Egypte U19 · Egypte U18 · Egypte U17
1920 – 1929 · 
1930 – 1939 · 
1940 – 1949 · 
1950 – 1959 · 
1960 – 1969 · 
1970 – 1979 · 
1980 – 1989 · 
1990 – 1999 · 
2000 – 2009 · 
2010 – 2019 ·
2020 − 2029
WK 1934 · 
WK 1990 · 
WK 2018
OS 1924 · 
OS 1928 · 
OS 1936 · 
OS 1948 · 
OS 1952 · 
OS 1960 · 
OS 1964 · 
OS 1968 · 
OS 1992 · 
OS 2012 · 
OS 2020
1920 · 
1921–1923 · 
1924 · 
1925–1927 · 
1928 · 
1929–1931 · 
1932 · 
1933 · 
1934 · 
1935 · 
1936 · 
1937–1947 · 
1948 · 
1949 · 
1950 · 
1952 · 
1952 · 
1953 · 
1954 · 
1955 · 
1956 · 
1957 · 
1958 · 
1959 · 
1960 · 
1961 · 
1962 · 
1963 · 
1964 · 
1965 · 
1966 · 
1967 · 
1968 · 
1969 · 
1970 · 
1971 · 
1972 · 
1973 · 
1974 · 
1975 · 
1976 · 
1977 · 
1978 · 
1979 · 
1980 · 
1981 · 
1982 · 
1983 · 
1984 · 
1985 · 
1986 · 
1987 · 
1988 · 
1989 · 
1990 · 
1991 · 
1992 · 
1993 · 
1994 · 
1995 · 
1996 · 
1997 · 
1998 · 
1999 · 
2000 · 
2001 · 
2002 · 
2003 · 
2004 · 
2005 · 
2006 · 
2007 · 
2008 · 
2009 · 
2010 · 
2011 · 
2012 ·
2013 ·
2014 ·
2015 ·
2016 ·
2017 ·
2018 ·
2019 ·
2020 ·
2021 ·
2022 ·
2023 ·
2024
Algerije ·
Angola ·
Argentinië ·
Australië ·
Bahrein ·
België ·
Benin ·
Bolivia ·
Bosnië en Herzegovina ·
Botswana ·
Brazilië ·
Bulgarije ·
Burkina Faso ·
Burundi ·
Canada ·
Centraal-Afrikaanse Republiek ·
Chili ·
China ·
Colombia ·
Comoren ·
Congo-Brazzaville ·
Congo-Kinshasa ·
DDR ·
Denemarken ·
Djibouti ·
Duitsland ·
Engeland ·
Equatoriaal-Guinea ·
Estland ·
Ethiopië ·
Finland ·
Frankrijk ·
Gabon ·
Georgië ·
Ghana ·
Griekenland ·
Guinee ·
Guinee-Bissau ·
Hongarije ·
Ierland ·
Indonesië ·
Irak ·
Iran ·
Italië ·
Ivoorkust ·
Jamaica ·
Japan ·
Jemen ·
Joegoslavië ·
Jordanië ·
Kaapverdië ·
Kameroen ·
Kenia ·
Koeweit ·
Kroatië ·
Libanon ·
Liberia ·
Libië ·
Litouwen ·
Luxemburg ·
Madagaskar ·
Malawi ·
Mali ·
Malta ·
Marokko ·
Mauritanië ·
Mauritius ·
Mexico ·
Mozambique ·
Namibië ·
Nederland ·
Nieuw-Zeeland ·
Niger ·
Nigeria ·
Noord-Korea ·
Noord-Macedonië ·
Noorwegen ·
Oeganda ·
Oman ·
Oostenrijk ·
Palestina ·
Polen ·
Portugal ·
Qatar ·
Roemenië ·
Rusland ·
Rwanda ·
Saoedi-Arabië ·
Schotland ·
Senegal ·
Sierra Leone ·
Slowakije ·
Soedan ·
Somalië ·
Spanje ·
Swaziland ·
Syrië ·
Tanzania ·
Thailand ·
Togo ·
Trinidad en Tobago ·
Tsjaad ·
Tsjecho-Slowakije ·
Tunesië ·
Turkije ·
Uruguay ·
Verenigde Arabische Emiraten ·
Verenigde Staten ·
Wit-Rusland ·
Zambia ·
Zimbabwe ·
Zuid-Afrika ·
Zuid-Jemen ·
Zuid-Korea ·
Zuid-Soedan ·
Zweden ·
Zwitserland
Kameroen (2017) ·
Rusland (2018) ·
Saoedi-Arabië (2018) ·
Uruguay (2018)